# Pterolophia lichenea
Pterolophia lichenea là một loài bọ cánh cứng trong họ Cerambycidae.